# Cantó de Saint-Pierre-le-Moûtier
El cantó de Saint-Pierre-le-Moûtier és un cantó francès del departament del Nièvre, situat al districte de Nevers. Té 8 municipis i el cap és Saint-Pierre-le-Moûtier.

## Municipis
- Azy-le-Vif
- Chantenay-Saint-Imbert
- Langeron
- Livry
- Luthenay-Uxeloup
- Mars-sur-Allier
- Saint-Parize-le-Châtel
- Saint-Pierre-le-Moûtier

## Història
| Data d'elecció                           | Identitat       | Partit           | Qualitat |
| ---------------------------------------- | --------------- | ---------------- | -------- |
| 1945-1970                                | Louis Bouiller  | Radical          |          |
| 1970-1976                                | Léon Aubois     | SFIO, després PS |          |
| 1976-1994                                | Guy Journiac    | Divers droite    |          |
| 1994-2001                                | Michel Derouet  | PS               |          |
| 2001-                                    | Christian Barle | Divers droite    |          |
| les dades anteriors no són pas conegudes |                 |                  |          |
|                                          |                 |                  |          |

## Demografia
| A partir de 1990: Població sense dobles comptes |